# 5351 Diderot
5351 Diderot è un asteroide della fascia principale. Scoperto nel 1989, presenta un'orbita caratterizzata da un semiasse maggiore pari a 2,4263669 UA e da un'eccentricità di 0,1454282, inclinata di 5,59366° rispetto all'eclittica.